# ایزابل ورت
ایزابل ورت (به آلمانی: Isabell Werth) متولد ۲۱ ژوئیه ۱۹۶۹ میلادی در راینبرگ، ورزشکار زن رشتهٔ سوارکاری اهل کشور آلمان است. او در پنج دورهٔ المپیک (۱۹۹۲، ۱۹۹۶، ۲۰۰۰، ۲۰۰۸، ۲۰۱۶) موفق به دریافت مدال شده‌است که ده عدد از آنها طلا بوده‌است. وی دارندهٔ رکورد بیشترین تعداد مدال المپیک در بین ورزشکاران رشتهٔ سوارکاری است.

## عناوین قهرمانی

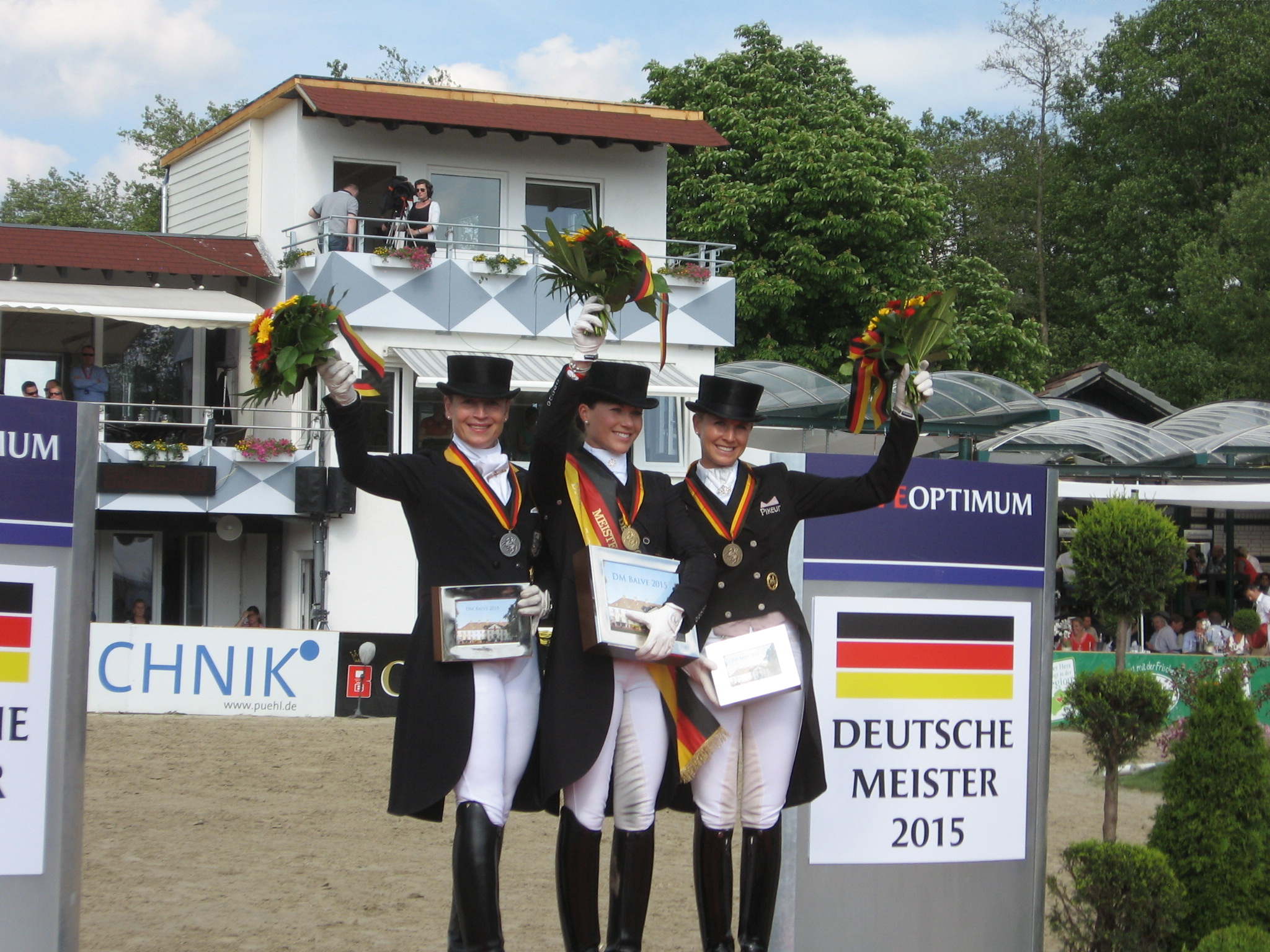
مراسم اهدای جوایز قهرمانی آلمان در جایزه ویژه در Balve Optimum. برنده کریستینا اسپره (وسط)، مقام دوم ایزابل ورث (سمت چپ) و مقام سوم جسیکا فون برودو-ورندل

ایزابل ورت در پنج المپیک و در سالهای ۱۹۹۲، ۱۹۹۶، ۲۰۰۰، ۲۰۰۸، ۲۰۱۶ شرکت کرده‌است و موفق به دریافت ده مدال شده‌است که شش عدد از آنها مدال طلا بوده‌اند. او همچنین در مسابقات قهرمانی درساژ جهان هفت مدال بدست آورده که شش تای آنها طلا بوده‌است. او همین‌طور چندین بار در مسابقات قهرمانی درساژ اروپا شرکت داشته‌است که موفق به دریافت چند مدال طلا، نقره و برنز نیز شده‌است. در المپیک سال ۲۰۰۸ او قهرمانی درساژ تیمی را به همراه هم تیمی‌هایش هایکه کمه و نادین کپلمان بدست آورد. در المپیک ۲۰۱۶ ایزابل ویرت یکبار دیگر و اینبار به همراه کریستینا اشپرهه و دوروتی اشنایدر و سونکه روتنبرگر قهرمانی درساژ تیمی را بدست آورد. چند روز پس از آن او مدال نقرهٔ انفرادی را نیز در بخش انفرادی به این عنوان اضافه کرد و چهارمین مدال نقرهٔ انفرادی را در المپیک بدست آورد.

## حرفه
ایزابل ورت در مسابقات اسب جیگولو را که مالکیت آن با مربیش اووه شولتن-بامر از سال ۱۹۸۶ تا ۲۰۰۱ می‌راند. ایزابل ورت همگی عناوین خود را در بین سالهای ۱۹۹۲ تا ۲۰۰۰ را همراه جیگولو بدست آورد. در سال ۲۰۰۶ او سواری با اسب واروم نیشت اف‌آرآچ را آغاز کرد که به همراه این اسب موفق شد تا در جام جهانی درساژ در لاس وگاس به قهرمانی برسد. واروم نیشت در سال ۲۰۱۲ بازنشسته شد.
ایزابل ورت در المپیک پکن با اسبی به نام ساچمو شرکت کرد؛ که این اسب نیز در سال ۲۰۱۱ بازنشسته شد. در سال ۲۰۱۰ ورت با اسبی به نام ای‌آی سانتو در مسابقات بین‌المللی شرکت می‌کرد؛ تا زمانی که این اسب در سال ۲۰۱۶ به سوارکار اسپانیایی خوزه آنتونیو گارسیا منا داده شد. در سال ۲۰۱۶ لو به همراه اسبی به نام ویگلد ٱلد در مسابقات شرکت کرد که توانست مدال طلای تیمی و نقرهٔ انفرادی را در المپیک ریو بدست بیاورد.
ایزابل ورت با شرکت بیتس استرالیا جهت ساخت و گسترش زین اسب برای ورزش درساژ که در بیتس و وینتک قابل دسترس است همکاری دارد.

## نتایج مسابقات قهرمانی بین المللی
| ۱۹۸۹ | مسابقات قهرمانی درساژ اروپا   | وینگارت            |         | ۱۳ام | انفرادی              |
| 1991 | مسابقات قهرمانی درساژ اروپا   | جیگولو اف‌آرآچ      |         | 1    | تیمی                 |
| 1991 | مسابقات قهرمانی درساژ اروپا   | جیگولو اف‌آرآچ      |         | 1    | انفرادی              |
| 1992 | بازی‌های المپیک                | جیگولو اف‌آرآچ      |         | 1    | تیمی                 |
| 1992 | بازی‌های المپیک                | جیگولو اف‌آرآچ      |         | 2    | انفرادی              |
| ۱۹۹۳ | مسابقات قهرمانی درساژ اروپا   | جیگولو اف‌آرآچ      |         | 1    | تیمی                 |
| ۱۹۹۳ | مسابقات قهرمانی درساژ اروپا   | جیگولو اف‌آرآچ      |         | 1    | انفرادی              |
| ۱۹۹۶ | بازی‌های المپیک                | جیگولو اف‌آرآچ      |         | 1    | تیمی                 |
| ۱۹۹۶ | بازی‌های المپیک                | جیگولو اف‌آرآچ      |         | 1    | انفرادی              |
| ۱۹۹۸ | مسابقات قهرمانی درساژ جهان    | جیگولو اف‌آرآچ      |         | 1    | تیمی                 |
| ۱۹۹۸ | مسابقات قهرمانی درساژ جهان    | جیگولو اف‌آرآچ      |         | 1    | انفرادی              |
| ۱۹۹۹ | مسابقات قهرمانی درساژ اروپا   | آنتونی اف‌آرآچ      |         | 1    | تیمی                 |
| ۱۹۹۹ | مسابقات قهرمانی درساژ اروپا   | آنتونی اف‌آرآچ      |         | ۱۶ام | انفرادی              |
| ۲۰۰۰ | مسابقات فینال جام جهانی درساژ | آنتونی اف‌آرآچ      |         | ۴ام  |                      |
| ۲۰۰۰ | بازی‌های المپیک                | جیگولو اف‌آرآچ      |         | 1    | تیمی                 |
| ۲۰۰۰ | بازی‌های المپیک                | جیگولو اف‌آرآچ      |         | 2    | انفرادی              |
| ۲۰۰۱ | جام جهانی درساژ               | آنتونی اف‌آرآچ      |         | 2    |                      |
| ۲۰۰۱ | مسابقات قهرمانی درساژ اروپا   | آنتونی اف‌آرآچ      |         | 1    | تیمی                 |
| ۲۰۰۱ | مسابقات قهرمانی درساژ اروپا   | آنتونی اف‌آرآچ      |         | ۱۶ام | انفرادی              |
| ۲۰۰۲ | مسابقات نهایی جام جهانی درساژ | آنتونی اف‌آرآچ      |         | ۵ام  |                      |
| ۲۰۰۳ | مسابقات نهایی جام جهانی درساژ | آنتونی اف‌آرآچ      |         | ۴ام  |                      |
| ۲۰۰۳ | مسابقات قهرمانی درساژ اروپا   | ساچمو ۷۸           |         | ۱۷ام | انفرادی              |
| ۲۰۰۴ | مسابقات نهایی جام جهانی درساژ | آپاچی اولد         |         | ۹ام  |                      |
| ۲۰۰۶ | مسابقات نهایی جام جهانی درساژ | واروم نیچ اف آر اچ |         | 2    |                      |
| ۲۰۰۶ | بازی‌های جهانی سوارکاری        | ساچمو ۷۸           |         | 1    | تیمی                 |
| ۲۰۰۶ | بازی‌های جهانی سوارکاری        | ساچمو ۷۸           |         | 1    | انفرادی ویژه         |
| ۲۰۰۶ | بازی‌های جهانی سوارکاری        | ساچمو ۷۸           |         | 3    | انفرادی آزاد         |
| ۲۰۰۷ | مسابقات نهایی جام جهانی درساژ | واروم نیچ اف آر اچ | ۸۴٫۲۵۰٪ | 1    |                      |
| ۲۰۰۷ | مسابقات قهرمانی درساژ اروپا   | ساچمو ۷۸           | ۷۶٫۷۵۰٪ | 2    | تیمی                 |
| ۲۰۰۷ | مسابقات قهرمانی درساژ اروپا   | ساچمو ۷۸           | ۷۸٫۳۶۰٪ | 1    | انفرادی ویژه         |
| ۲۰۰۷ | مسابقات قهرمانی درساژ اروپا   | ساچمو ۷۸           | ۸۳٫۲۰۰٪ | 2    | انفرادی آزاد         |
| ۲۰۰۸ | مسابقات نهایی جام جهانی       | واروم نیچ اف آر اچ | ۸۲٫۶۰۰٪ | 2    |                      |
| ۲۰۰۸ | بازی‌های المپیک                | ساچمو ۷۸           | ۷۶٫۴۱۷٪ | 1    | تیمی                 |
| ۲۰۰۸ | بازی‌های المپیک                | ساچمو ۷۸           | ۷۸٫۱۰۰٪ | 2    | انفرادی              |
| ۲۰۰۹ | مسابقات نهایی جام جهانی درساژ | ساچمو ۷۸           | ۸۴٫۵۰۰٪ | 2    |                      |
| ۲۰۱۰ | مسابقات نهایی جام جهانی درساژ | واروم نیچ اف‌آرآچ   | ۷۹٫۷۵۰٪ | ۴ام  |                      |
| ۲۰۱۰ | بازی‌های جهانی سوارکاری        | واروم نیچ اف‌آرآچ   | ۷۵٫۴۰۴٪ | 3    | تیمی                 |
| ۲۰۱۰ | بازی‌های جهانی سوارکاری        | واروم نیچ اف‌آرآچ   | ۷۲٫۰۰۰٪ | ۱۰ام | انفرادی ویژه         |
| ۲۰۱۰ | بازی‌های جهانی سوارکاری        | واروم نیچ اف‌آرآچ   | ۸۰٫۰۰۰٪ | ۶ام  | آزاد انفرادی         |
| ۲۰۱۱ | مسابقات نهایی جام جهانی درساژ | ساچمو ۷۸           | ۷۷٫۱۴۳٪ | ۵ام  |                      |
| ۲۰۱۱ | مسابقات قهرمانی درساژ اروپا   | El Santo NRW       | ۷۵٫۲۱۳٪ | 2    | تیمی                 |
| ۲۰۱۱ | مسابقات قهرمانی درساژ اروپا   | El Santo NRW       | ۷۶٫۵۳۳٪ | ۷ام  | انفرادی ویژه         |
| ۲۰۱۱ | مسابقات قهرمانی درساژ اروپا   | El Santo NRW       | ۸۰٫۵۳۶٪ | ۷ام  | انفرادی آزاد         |
| ۲۰۱۲ | مسابقات نهایی جام جهانی       | El Santo NRW       | ۷۹٫۹۶۴٪ | ۴ام  |                      |
| ۲۰۱۳ | World Cup Final               | Don Johnson FRH    | 80.429% | 5th  |                      |
| ۲۰۱۳ | مسابقات قهرمانی درساژ اروپ    | Don Johnson FRH    | 75.213% | 1    | Team                 |
| ۲۰۱۳ | مسابقات قهرمانی درساژ اروپ    | Don Johnson FRH    | 71.890% | 20th | Individual Special   |
| 2014 | World Cup Final               | El Santo NRW       | 79.089% | 5th  |                      |
| 2014 | World Equestrian Games        | Bella Rose 2       | 81.529% | 1    | Team                 |
| 2014 | World Equestrian Games        | Bella Rose 2       |         | 31st | Individual Special   |
| 2015 | World Cup Final               | El Santo NRW       | 77.875% | 6th  |                      |
| ۲۰۱۵ | مسابقات قهرمانی درساژ اروپ    | Don Johnson FRH    | 74.900% | 3    | Team                 |
| ۲۰۱۵ | مسابقات قهرمانی درساژ اروپ    | Don Johnson FRH    | 75.924% | 7th  | Individual Special   |
| ۲۰۱۵ | مسابقات قهرمانی درساژ اروپ    | Don Johnson FRH    | 82.483% | 4th  | Individual Freestyle |
| 2016 | Olympic Games                 | Weihegold OLD      | 80.463% | 1    | Team                 |
| 2016 | Olympic Games                 | Weihegold OLD      | 89.071% | 2    | Individual           |
| 2017 | World Cup Final               | Weihegold OLD      | 90.704% | 1    |                      |
| ۲۰۱۷ | مسابقات قهرمانی درساژ اروپ    | Weihegold OLD      | ۸۳٫۷۴۳٪ | 1    | تیمی                 |
| ۲۰۱۷ | مسابقات قهرمانی درساژ اروپ    | Weihegold OLD      | ۸۳٫۶۱۳٪ | 1    | Individual Special   |
| ۲۰۱۷ | مسابقات قهرمانی درساژ اروپ    | Weihegold OLD      | 90.982% | 1    | Individual Freestyle |
| 2018 | World Cup Final               | Weihegold OLD      | 90.658% | 1    |                      |
| 2018 | World Equestrian Games        | Bella Rose 2       | 84.824% | 1    | Team                 |
| 2018 | World Equestrian Games        | Bella Rose 2       | 86.246% | 1    | Individual Special   |
| ۲۰۱۹ | مسابقات نهایی جام جهانی       | ویگلد اولد         | ۸۸٫۸۷۲٪ | 1    |                      |
| ۲۰۱۹ | مسابقات قهرمانی درساژ اروپ    | Bella Rose 2       | ۸۵٫۶۵۲٪ | 1    | Team                 |
| ۲۰۱۹ | مسابقات قهرمانی درساژ اروپ    | Bella Rose 2       | 86.520% | 1    | Individual Special   |
| ۲۰۱۹ | مسابقات قهرمانی درساژ اروپ    | Bella Rose 2       | 90.875% | 1    | Individual Freestyle |

## دوپینگ
در ۲۴ ژوئن ۲۰۰۹ مادهٔ ممنوعهٔ فلوفنازین در نمونه ای از اسب ایزابل ورت با نام ویسپر در رقابتهای ویتسون شهر ویسبادن پیدا شد. او از تمامی بازیهای بین‌المللی که توسط فدراسیون جهانی سوارکاری انجام می‌شد تعلیق شد. در ۲ سپتامبر ۲۰۰۹ این تعلیق توسط فدراسیون جهانی سوارکاری از ۲۳ ژوئن برای مدت ۶ ماه اعمال شد.